# BARK
BARK (Binär Aritmetisk Relä-Kalkylator) var Sveriges første computer og stod klar februar 1950 til en pris på 400.000 kroner. BARK var en 32-bit-maskine, opbygget af standard-telefonrelæ, og kunne udføre en addition på 150 millisskunder og en multiplikation på 250 millisekunder. Den havde en hukommelse  50 registre og 100 konstanter. Senere fordobledes hukommelsen.
BARK blev udviklet af Matematikmaskinnämnden parallelt med BESK.

## Eksternt link
- Barks hjemmeside